# Abloc CT
Abloc CT (UCI kód: ABC) je nizozemský cyklistický UCI Continental tým, jenž vznikl v roce 2014.

## Soupiska týmu
K 26. únoru 2022
- Stijn Appel (NED) (* 14. listopadu 1996)
- Joren Bloem (NED) (* 21. prosince 1999)
- Bodi del Grosso (NED) (* 14. března 2001)
- Luuk Herben (NED) (* 10. září 2000)
- Lance Huenders (NED) (* 10. července 2002)
- Anti-Jussi Juntunen (FIN) (* 6. dubna 1999)
- Tomáš Kopecký (CZE) (* 8. dubna 2000)
- Lars Loohuis (NED) (* 4. října 2000)
- Callum Macleod (GBR) (* 8. března 2000)
- Mārtiņš Pluto (LAT) (* 13. ledna 1998)
- Jesper Rasch (NED) (* 22. března 1998)
- Mike Schuch (NED) (* 27. prosince 2002)
- Nils Sinschek (NED) (* 24. června 1998)
- Niels van der Gracht (NED) (* 4. ledna 2002)
- Mel van der Veekens (NED) (* 5. října 1988)
- Luke Verburg (NED) (* 12. května 2001)
- Meindert Weulink (NED) (* 15. května 1999)